# Nekonečná, téměř průzračná modř
Nekonečná, téměř průzračná modř (japonsky 限りなく透明に近いブルー, Kagirinaku tómei ni čikai burú) je román japonského spisovatele Rjú Murakamiho z roku 1976, živě a bez příkras zachycující mravní úpadek a deziluzi mladé japonské generace 70. let. Jedná se o autorův literární debut a jedno z jeho nejvýznamnějších děl.
Román obdržel roku 1976 literární cenu časopisu Gunzó pro nové autory, a následně byl v červnovém čísle časopisu Gunzó vydán. Ve stejném roce získal román také prestižní Akutagawovu cenu a nakladatelstvím Kódanša byla vydána jeho knižní verze.
Česky román vyšel v překladu Jana Levory roku 2011, a to v nakladatelství Argo jako součást edice Současná světová próza.

## Charakteristika a přijetí
Román, plný drog, násilí, sexu a rockové hudby, a zároveň obsahující množství básnických a inovativních výrazů, šokoval tehdejší japonský literární svět. Příběh je založen na autorových osobních zkušenostech z města Fussa, kde leží americká letecká základna Jokota. Původně se měl román jmenovat Na klitoris máslo (クリトリスにバターを), ale kvůli přílišné sexuální explicitě byl název změněn.
Kritika na románu ocenila především to, jak objektivně a bez citového zabarvení vypravěč Rjú, jehož lze snadno ztotožnit s autorem, popisuje odehrávající se sex a násilí, což má za následek, že i když námět je šokující, samotný text působí až nepřirozeně prostě, ba čistě. Styl psaní založený na ponechání popisů násilných či sexuálních scén bez morálního či emocionálního komentáře lze chápat jako vyjádření celkové apatie mladé generace a přirovnat k nezúčastněnému objektivu kamery, která ani nesoucítí, ani nesoudí.

## Děj
V bytě postaveném původně jako rezidence pro americké vojáky ve městě Fussa žije mladý protagonista a vypravěč Rjú spolu s několika dalšími muži i ženami nevázaný život plný drog, násilí, sexu a orgií, jichž se za poplatek účastní i američtí vojáci. Tito mladí lidé na okraji společnosti postrádají jakékoli iluze o světě a od života nic neočekávají. Příběh tak nepřerušeně plyne jakoby od nikud nikam a Rjú, byť je všeho také součástí, jen objektivně a netečně sleduje postupující úpadek svých společníků. Nakonec se Rjú ocitá sám se svou přítelkyní Lilly a zcela podléhá halucinacemi vyvolané představě, že město se proměnilo ve velkého černého ptáka, který usiluje o jeho život.

## Filmová adaptace
Roku 1979 byl zveřejněn stejnojmenný film, který Rjú Murakami také režíroval, což se stalo jeho první filmařskou zkušeností. Film produkovala společnost Kitty Films a následně distribuovalo studio Tóhó roku 1980. Nicméně projekt skončil pokladním neúspěchem.

## Ostatní
- Název písně Modrá průzračnost - Nekonečná, téměř průzračná modř (BLUE TRANSPARENCY 限りなく 透明に 近い ブルー) z debutního alba rockové skupiny Luna Sea je odkazem k tomuto románu.